# Cyclosa laticauda
Cyclosa laticauda là một loài nhện trong họ Araneidae.
Loài này thuộc chi Cyclosa. Cyclosa laticauda được Friedrich Wilhelm Bösenberg & Embrik Strand miêu tả năm 1906.